# Indiranagar, Bijapur
Indiranagar là một làng thuộc tehsil Bijapur, huyện Bijapur, bang Karnataka, Ấn Độ.